# Gumlink Confectionery Company
Gumlink Confectionery Company A/S er et dansk salgsselskab ejet af den tyrkiske konfektionsvirksomhed Continental Confectionery Company. Selskabet er beliggende i Vejle.
Selskabet blev etableret i 2009 som et joint venture mellem den dengang verdens største B2B-producent af tyggegummi,[kilde mangler] Gumlink, og Contenental Confectionary Company. Den danske del var ejet af Bagger-Sørensen Gruppen, der drev Gumlink. Gumlinks hovedforretningsområde var udvikling og produktion af forskellige former for tyggegummi. Gumlink havde tidligere ca. 160 ansatte og producerede årligt 15.000 tons tyggegummi på verdensplan samt 10.000 tons gummibase og 1.800 tons komprimat tyggegummi i Danmark. Gumlink ejer desuden tyggegummiudviklingscentret Chew Tech.[kilde mangler]
Administrerende direktør er Heinz Stümpel fra Tyskland.
Bestyrelsesformand er Murat Ülker.
I oktober 2021 var der 24 ansatte i virksomheden.

## Historie
Den danske del af virksomheden blev grundlagt i 1915 under navnet Vejle Caramel og Tabletfabrik. Grundlæggeren var Holger Sørensen, der tidligere  var medejer af fabrikken ’Brdr. Sørensens Sukkervarefabrik’. Det nye firma blev kendt for produkter af høj kvalitet og fik hurtigt en del kunder i Jylland og på Fyn. Det skiftede senere navn til Dansk Tyggegummi Fabrik A/S.[kilde mangler]
Holger Sørensen var altid interesseret i det nye og det anderledes. Hans fabrik i Nørregade kørte godt  men han var altid på udkig efter nye muligheder. På en udstilling i London havde  Holger Sørensen set et nyt produkt – tyggegummi og han  købte opskriften og begyndte straks at eksperimentere med at lave tyggegummi i sit  eget køkken. Efter mange forsøg lykkedes det endeligt og en  produktion i mindre omfang begyndte. Det første tyggegummi, der hed  Vejle Tyggegummi, blev introduceret til markedet i januar 1927.[kilde mangler]
Holger Sørensen havde en urokkelig tro på sin nyvundne idé, og fra starten af havde kvalitet top prioritet. Vejle Tyggegummi blev snart et succesfuldt og velkendt produkt, og produktionen steg dag for dag. Snart var Vejle Tyggegummi tilgængelig over hele Jylland og Fyn. I 1939 dukkede navnet Dandy op for første gang.[kilde mangler]
Efter Anden Verdenskrig var råmaterialer rationeret i lang tid, og Dandy kunne derfor ikke producere tyggegummi til trods for en stor efterspørgsel. Dansk Røde Kors indhentede en licens fra det Danske Handelsministerium til  produktion af 2 millioner pakker Dandytyggegummi, der skulle sælges for at skaffe penge til Røde Kors humanitære arbejde over hele Europa. Halvdelen af salgsprisen, som var 50 øre pr. pakke  tyggegummi, blev doneret til Røde Kors, og kampagnen var en stor succes for begge parter. [kilde mangler]
Dandy ekspanderede nu med nye produktnavne (Dandy, Stimorol og Rex) – først i Holland (1959), hvor Stimorol hurtig blev det førende brand på markedet. Ekspansionen blev også gennemført via samarbejdsaftaler om lokalproduktion i Irak (1966), Nigeria (1969), Tyrkiet (1972) og Zimbabwe (1981).[kilde mangler]
I 1972 åbnede den nuværende fabrik på Dandyvej 19 sine døre for første gang. Herefter begyndte Dandy også art fokuserer på private label/private brand tyggegummi og fik sin første private label kunde i Schewiz i 1975 og sin første private brand kunde i 1987. I 1978 købte man  brandet for den svenske producent af dental tyggegummi V6  og det blev indlemmet i Dandy-familien. I 1993 åbnede Østeuropa sine døre, og brandet Dirol blev markedsleder indenfor 2 år efter introduktionen. Dette førte til en ny tyggegummifabrik i Rusland, der blev åbnet i 1999 .
I 2002 blev navnet Dandy og de tilhørende brand navne solgt til Cadbury Schweppes sammen med den nye fabrik i Rusland, en international salgsorganisation og en fabrik i Botswana. Fabrikken i Vejle og de tilhørende B2B aktiviteter forblev og er nu det primære fokus for det nye firma, der fik navnet Gumlink.
I 2003 introducerede Gumlink et nyt teknologicenter, kaldet Chew Tech. I 2004 var Chew Tech med til at udvikle en ny type tyggegummi,  2-lags komprimat tyggegummi. Denne type tyggegummi er særdeles god som dispenseringsform for aktive ingredienser såsom vitaminer, mineraler og kosttilskud.[kilde mangler]
I 2009 indgik Gumlink i et Joint Venture med det tyrkiske selskab Yildiz Holding, der blandt andet ejer brands som Godiva og Ülker . 
I 2010 indgik Gumlink endnu et  Joint Venture, Gum Pharma Pvt. Ltd. i Indien,  med Kumar familien, der driver Candico India Ltd., som er blandt Indiens største konfekture producenter